# Carlos Germano
Carlos Germano Schwambach Neto (Domingos Martins, Brasil, 14 de agosto de 1970), más conocido como Carlos Germano, es un exjugador y actual entrenador de fútbol brasileño. En su etapa como jugador profesional se desempeñaba como guardameta. Actualmente es entrenador asistente del Maricá de Brasil.
Fue candidato del PMDB para ser concejal de Cachoeiras de Macacu en las elecciones municipales de 2012, pero finalmente no fue elegido.

## Selección nacional
Fue internacional con la selección de fútbol de Brasil en 9 ocasiones. Ganó la Copa América en 1997 y formó parte de la selección subcampeona de la Copa del Mundo de 1998, pese a no haber jugado ningún partido durante el torneo.

### Participaciones en Copas del Mundo
| Mundial                     | Sede           | Resultado      | Partidos | Goles |
| --------------------------- | -------------- | -------------- | -------- | ----- |
| Copa Mundial Sub-16 de 1987 | Canadá         | Fase de grupos | 3        | 0     |
| Copa Mundial Sub-20 de 1989 | Arabia Saudita | Tercer lugar   | 6        | 0     |
| Copa Mundial de 1998        | Francia        | Subcampeón     | 0        | 0     |

### Participaciones en Copas Confederaciones
| Copa                           | Sede                  | Resultado    | Partidos | Goles |
| ------------------------------ | --------------------- | ------------ | -------- | ----- |
| Copa FIFA Confederaciones 2001 | Corea del Sur - Japón | Cuarto lugar | 0        | 0     |

### Participaciones en Copas América
| Copa                        | Sede      | Resultado |
| --------------------------- | --------- | --------- |
| Sudamericano Sub-20 de 1988 | Argentina | Campeón   |
| Copa América 1997           | Bolivia   | Campeón   |

## Clubes

### Como jugador
| Equipo        | País     | Año       |
| ------------- | -------- | --------- |
| Vasco da Gama | Brasil   | 1991-1999 |
| Santos        | Brasil   | 2000      |
| Portuguesa    | Brasil   | 2001      |
| Internacional | Brasil   | 2002      |
| Botafogo      | Brasil   | 2002      |
| Paysandu      | Brasil   | 2003      |
| America-RJ    | Brasil   | 2004      |
| Vasco da Gama | Brasil   | 2004      |
| Madureira     | Brasil   | 2005      |
| Penafiel      | Portugal | 2005-2006 |

### Como entrenador
| Equipo                                 | País   | Año       |
| -------------------------------------- | ------ | --------- |
| Joinville (entrenador de porteros)     | Brasil | 2007-2008 |
| Vasco da Gama (entrenador de porteros) | Brasil | 2008-2014 |
| Doze (asistente)                       | Brasil | 2015-?    |
| Maricá (asistente)                     | Brasil | 2018-     |

## Palmarés

### Como jugador

#### Campeonatos regionales
| Título               | Equipo        | Estado/s                   | Año  |
| -------------------- | ------------- | -------------------------- | ---- |
| Campeonato Carioca   | Vasco da Gama | Río de Janeiro             | 1992 |
| Taça Guanabara       | Vasco da Gama | Río de Janeiro             | 1992 |
| Taça Río             | Vasco da Gama | Río de Janeiro             | 1992 |
| Campeonato Carioca   | Vasco da Gama | Río de Janeiro             | 1993 |
| Taça Río             | Vasco da Gama | Río de Janeiro             | 1993 |
| Campeonato Carioca   | Vasco da Gama | Río de Janeiro             | 1994 |
| Taça Guanabara       | Vasco da Gama | Río de Janeiro             | 1994 |
| Campeonato Carioca   | Vasco da Gama | Río de Janeiro             | 1998 |
| Taça Guanabara       | Vasco da Gama | Río de Janeiro             | 1998 |
| Taça Río             | Vasco da Gama | Río de Janeiro             | 1998 |
| Taça Río             | Vasco da Gama | Río de Janeiro             | 1999 |
| Torneo Río-São Paulo | Vasco da Gama | Río de Janeiro - São Paulo | 1999 |

#### Campeonatos nacionales
| Título                          | Equipo        | País   | Año  |
| ------------------------------- | ------------- | ------ | ---- |
| Campeonato Brasileño de Serie A | Vasco da Gama | Brasil | 1997 |

#### Copas internacionales
| Título                         | Equipo        | Sede         | Año  |
| ------------------------------ | ------------- | ------------ | ---- |
| Campeonato Sudamericano Sub-20 | Brasil sub-20 | Buenos Aires | 1988 |
| Copa América                   | Brasil        | Bolivia      | 1997 |
| Copa Libertadores              | Vasco da Gama | Guayaquil    | 1998 |

#### Distinciones individuales
| Distinción                             | Año  |
| -------------------------------------- | ---- |
| Premio Charles Miller al mejor portero | 1994 |
| Bola de Prata (Placar)                 | 1997 |

### Como entrenador de porteros

#### Campeonatos nacionales
| Título         | Equipo        | País   | Año  |
| -------------- | ------------- | ------ | ---- |
| Serie B        | Vasco da Gama | Brasil | 2009 |
| Copa de Brasil | Vasco da Gama | Brasil | 2011 |